# Euchelipluma congeri
Euchelipluma congeri är en svampdjursart som beskrevs av de Laubenfels 1936. Euchelipluma congeri ingår i släktet Euchelipluma och familjen Guitarridae. Inga underarter finns listade i Catalogue of Life.